# Кононенко Олена Юріївна
Кононенко Олена Юріївна (нар. 1 вересня 1974, Київ) — український економіко-географ, кандидат економічних наук, старший науковий співробітник Київського національного університету імені Тараса Шевченка.

## Біографія
Народилася 1 вересня 1974 року в Києві. 1996 року закінчила географічний факультет Київського університету. Кандидат економічних наук.

### Наукова кар'єра
У 1996—2000 роках — аспірантура за спеціальністю «Розміщення продуктивних сил та регіональна економіка».
У 2001 році — захистила кандидатську дисертацію на тему «Розвиток потенційно небезпечних виробництв з урахуванням виникнення надзвичайних ситуацій (на прикладі Східного регіону)» під керівництвом професора А. Федорищевої.
У 2003—2012 роках — завідувач науково-дослідної лабораторії регіональних проблем економіки і політики Київського університету.
З 2008 року — старший науковий співробітник.
З 2012 року — доцент кафедри економічної та соціальної географії, членкиня Українського географічного товариства.

## Викладає курси
«Економічна географія», «Математико-статистичні методи в географії», «Суспільно-географічна районологія», «Методи урбаністичних досліджень», «Сталий розвиток», «Географія ризиків та сталий розвиток».

## Наукові інтереси
Сфера її наукових інтересів включає природно-техногенна безпеку, сталий розвиток регіонів і міст, зелена економіка, регіональна екологічна політика, стратегічне планування регіонального розвитку. Розробила методику оцінки ризиків виникнення надзвичайних ситуацій природного і техногенного характеру, провела комплексне дослідження природно-техногенної безпеки Столичного регіону.

## Нагороди і відзнаки
- Премія Кабінету Міністрів України за внесок молоді у розбудову держави (2001)[1]
- Премія Президента України для молодих вчених (2008)

## Основні наукові праці
Автор та співавтор понад 100 наукових та навчально-методичних праць, у тому числі 5 монографій та 2 навчальних посібників:
- Мезенцев К. (ред.), Кононенко О., Мельничук А. та ін. (2021): Методи суспільно-географічних досліджень: навчально-методичне видання — К., 100 с. — ISBN 978-966-136-869-8
- Кононенко О. (2016): Актуальні проблеми сталого розвитку. — К., 109 с. ISBN 978-617-7069-33-0
- Олійник Я. (ред.), Мельничук А., Кононенко О. та ін. (2016): Регіональні відміни природно-техногенної безпеки в Україні  — К., 223 с. ISBN 978-439-863-0 Помилка параметра в {{ISBN}}: контрольна сума
- Brunn, S.D., Dronova O., Kononenko O. (2020) Slavutych atomograd as the last ideal city of the USSR: Challenges and adaptation mechanisms of resilience. GeoJournal 86, 2887—2903. DOI: https://doi.org/10.1007/s10708-020-10236-x
- Кононенко О. Ю., Трусій О. М. (2020) Місцевий соціально-економічний розвиток та агрохолдинги: приклад агроіндустріального холдингу «Миронівський хлібопродукт». Науковий вісник ХДУ. Серія Географічні науки, № 13, С. 43-53. DOI: https://doi.org/10.32999/ksu2413-7391/2020-13-5
- Кононенко О. Ю., Дронова О. Л. (2019) Славутич: формування потенціалу стійкості міста в умовах сучасних викликів і загроз Український географічний журнал. № 3. — С. 22-36 DOI: https://doi.org/10.15407/ugz2019.03.022

- Запотоцький С. П., Кононенко О. Ю., Голуб Ю. М. (2019) Суспільно-географічне дослідження екологічної поведінки населення (на прикладі міст Києва та Чернігова). Вісник Київського національного університету імені Тараса Шевченка. — Сер. Географія. — К. Вип. 74. — С. 48-54. DOI: http://doi.org/10.17721/1728-2721.2019.74.9
- Кононенко О., Молодика В. (2019) Типізація регіонів України за можливостями сталого управління відходами Вісник Київського національного університету імені Тараса Шевченка. Географія, Вип. 2(75) С. 28-34. DOI: http://doi.org/10.17721/1728-2721.2019.75.5
- Кононенко О. Ю. (2018) Механізми вдосконалення екологічної поведінки населення (на прикладі міста Києва) Економічна і соціальна географія. Вип. 79. С. 4-13. DOI: https://doi.org/10.17721/2413-7154/2018.79.4-13
- Кононенко О., Свинарець С. (2015) Оцінка регіональних відмінностей формування «зеленої» економіки в Україні — Економічна і соціальна географія. Вип. 1 (71). С. 62-67. DOI: https://doi.org/10.17721/2413-7154/2015.71.62-67